# لا هس د لا بیخا
لا هس د لا بیخا (به اسپانیایی: La Hoz de la Vieja) یک شهرستان در اسپانیا است که در استان تروئل واقع شده‌است.

## خصوصیات
لا هس د لا بیخا ۴۳ کیلومترمربع مساحت و ۱۰۸ نفر جمعیت دارد.